# Magu (huyện)
Magu là một huyện thuộc vùng Mwanza, Tanzania. Thủ phủ của huyện Magu đóng tại Magu Mjini. Huyện Magu có diện tích 3070 ki lô mét vuông. Đến thời điểm điều tra dân số ngày 25 tháng 8 năm 2002, huyện Magu có dân số 415005 người.